# Théorème de réciprocité (électrostatique)
En électrostatique le théorème de réciprocité porte sur la relation entre les potentiels résultant de charges ponctuelles, volumiques ou surfaciques différentes, occupant les mêmes positions ou régions de l'espace.

## Assemblées de charges ponctuelles
Soit φ1 et φ2 les potentiels correspondant à un ensemble de n charges ponctuelles qi(1) et  qi(2), respectivement, occupant les mêmes positions dans l'espace. En notant {\displaystyle \varepsilon _{0}} la permittivité du vide les potentiels s'écrivent :
{\displaystyle \phi _{1}={\frac {1}{4\pi \varepsilon _{0}}}\sum _{i=1}^{n}{\frac {q_{i}^{(1)}}{r_{i}}}}
où ri est la distance entre la charge courante et le point où l'on mesure le potentiel.
De même (on change l'indice muet pour les manipulations qui suivent) :
{\displaystyle \phi _{2}={\frac {1}{4\pi \varepsilon _{0}}}\sum _{j=1}^{n}{\frac {q_{j}^{(2)}}{r_{j}}}}
En multipliant la première équation par qj(2), la seconde par qi(1) en sommant sur j et i, respectivement, il vient :
{\displaystyle \sum _{j=1}^{n}\phi _{1}q_{j}^{(2)}=\sum _{i=1}^{n}\phi _{2}q_{i}^{(1)}}
En faisant apparaître les charges totales :
{\displaystyle \phi _{2}Q_{1}=\phi _{1}Q_{2}\,,\quad Q_{\alpha }=\sum _{i=1}^{n}q_{i}^{(\alpha )}}

## Distributions volumique de charges
Soit un volume V contenant une densité volumique de charges ρ1, limité par la surface {\displaystyle \partial V} et la même géométrie avec la densité de charges ρ2 , alors :
{\displaystyle \int _{V}\rho _{1}\phi _{2}\mathrm {d} V=\int _{V}\rho _{2}\phi _{1}\mathrm {d} V}
La démonstration peut être faite à partir des identités de Green. Pour cette raison on parle parfois de théorème de réciprocité de Green.
Une démonstration simple consiste à écrire que le potentiel s'obtient à partir de la loi de Poisson :
{\displaystyle \nabla ^{2}\phi _{\alpha }=-{\frac {\rho _{\alpha }}{\varepsilon _{0}}}}
L'expression de réciprocité s'écrit donc :
{\displaystyle \int _{V}\phi _{2}\nabla ^{2}\phi _{1}\mathrm {d} V=\int _{V}\phi _{1}\nabla ^{2}\phi _{2}\mathrm {d} V}
Le laplacien étant un opérateur auto-adjoint, cette expression est identiquement vérifiée. La démonstration s'obtient en intégrant par parties et en remarquant que les potentiels tendant vers zéro à l'infini.

## Distribution volumiques et surfaciques de charges
Soit un volume V contenant une densité volumique de charges ρ1, limité par la surface {\displaystyle \partial V}, de normale n, portant la densité surfacique de charges σ1 et la même géométrie avec les densités de charges ρ2 et σ2, alors :
{\displaystyle \int _{V}\rho _{1}\phi _{2}\mathrm {d} V+\int _{\partial V}\sigma _{1}\phi _{2}\mathrm {d} S=\int _{V}\rho _{2}\phi _{1}\mathrm {d} V+\int _{\partial V}\sigma _{2}\phi _{1}\mathrm {d} S}
La démonstration utilise le théorème de Green
{\displaystyle \int _{V}\left(\phi _{1}\nabla ^{2}\phi _{2}-\phi _{2}\nabla ^{2}\phi _{1}\right)\mathrm {d} V=\int _{\partial V}\left(\phi _{1}{\frac {\partial \phi _{2}}{\partial n}}-\phi _{2}{\frac {\partial \phi _{1}}{\partial n}}\right)\mathrm {d} S}
et la relation
{\displaystyle \sigma _{\alpha }=\varepsilon _{0}{\frac {\partial \phi _{\alpha }}{\partial n}}}
On commence par réécrire la relation de Green :
{\displaystyle \int _{V}\phi _{1}\nabla ^{2}\phi _{2}\mathrm {d} V-\int _{\partial V}\phi _{1}{\frac {\partial \phi _{2}}{\partial n}}\mathrm {d} S=-\int _{V}\phi _{2}\nabla ^{2}\phi _{1}\mathrm {d} V-\int _{\partial V}\phi _{2}{\frac {\partial \phi _{1}}{\partial n}}\mathrm {d} S}
On obtient la relation cherchée en introduisant les relations donnant ρα et σα.